# Rhotana formosana
Rhotana formosana är en insektsart som beskrevs av Matsumura 1914. Rhotana formosana ingår i släktet Rhotana och familjen Derbidae. Inga underarter finns listade i Catalogue of Life.